# Clavecin brisé

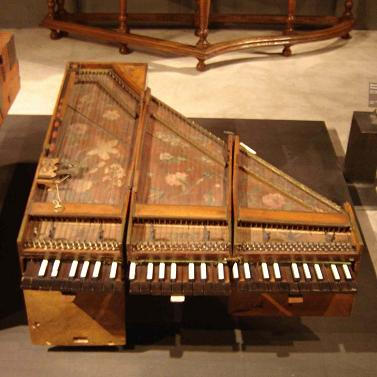
Clavecin brisé von Jean Marius, Cité de la musique (Paris)

Das Clavecin brisé ist ein Cembalo ohne Beine, das aus drei Teilen besteht, die man zu einem leicht transportablen Kasten zusammenklappen kann. Es diente als Instrument für die Reise. Als Erfinder gilt der Instrumentenbauer Jean Marius in Paris, der Anfang des 18. Jahrhunderts erstmals ein Clavecin brisé vorstellte und 1716 ein Tasteninstrument mit Hammermechanik.
Friedrich der Große verwendete ein Clavecin brisé, das sich heute im Musikinstrumenten-Museum Berlin befindet.